# Overjoyed (canção)
"Overjoyed" é uma canção da banda britânica Bastille, incluída no álbum de estúdio Bad Blood. Foi gravada originalmente em 2011, e lançada para download digital no dia 27 de abril de 2012.

## Trilha sonora
Download digital
1. "Overjoyed" – 3:24
2. "Sleepsong" – 3:40
3. "Overjoyed" (Yeasayer Remix) – 4:09
4. "Overjoyed" (Distance Remix) – 5:05
5. "Overjoyed" (Ghostwriter Remix) – 3:50
6. "Overjoyed" (Detour City Redux) – 4:14
7. "Overjoyed" (vídeo musical) – 3:43

## Paradas musicais
| Parada (2013)                           | Pico de posição |
| --------------------------------------- | --------------- |
| UK Streaming (Official Streaming Chart) | 29              |